# Маслов, Михаил Васильевич
Михаил Васильевич Маслов — командир зенитного пулемёта 18-го отдельного гвардейского дивизиона ПВО (14-я гвардейская кавалерийская дивизия, 7-й гвардейский кавалерийский корпус, 1-й Белорусский фронт), гвардии старшина.

## Биография
Михаил Васильевич Маслов родился в крестьянской семье в селе Болобоново Пильнинской волости Курмышского уезда Симбирской губернии (в настоящее время Пильнинский район Нижегородской области). В 1929 году окончил 7 классов школы. Жил в городе Гурьевск Кемеровской области, работал шофёром на автотранспортном предприятии. В 1931—1934 годах проходил службу в рядах Красной армии.
В июне 1941 года Гурьевским горвоенкоматом был вновь призван в ряды Красной армии. С июля 1941 года на фронтах Великой Отечественной войны.
Приказом по 56-у гвардейскому кавалерийскому полку от 8 марта 1943 года гвардии старший сержант Маслов за мужество и героизм в боях против немецко-фашистских захватчиков, а также за отбитие танковой атаки противника 14 февраля 1943 года и уничтожение пулемётного расчёта 24 февраля 1943 года он был награждён медалью «За отвагу».
В бою 10 января 1944 года в посёлке Прудок 10 км западнее Мозыря гвардии старшина Маслов под сильным огнём противника отразил контратаку. Он подпускал противника на дистанцию точной стрельбы и открывал губительный кинжальный огонь. Противник, бросая своих раненых и убитых солдат на поле боя, более попыток контрудара на этом направлении не предпринимал. При попытке обойти позицию Маслова, противник попадал под огонь других пулемётов. В этом бою он уничтожил 1 огневую точку противника и уничтожил и ранил около 20 солдат противника. Приказом по 14-й гвардейской кавалерийской дивизии от 26 марта 1944 года он был награждён орденом Славы 3-й степени.
15 апреля 1944 года при авиационном налёте бомбардировщиков Ю-87 на охраняемый объект гвардии старшина Маслов точным огнём пулемёта ДШК сбил один самолёт и рассеял остальные, вынудив сбросить бомбы в стороне от объекта. Приказом по 7-у гвардейскому кавалерийскому корпусу от 28 июня 1944 года он был награждён орденом Красной Звезды.
В период боёв за город Люблин в Польше 23—27 июля 1944 года гвардии старшина Маслов уничтожил 50 солдат и офицеров противника, а 18 взял в плен.

23 июля огнём своего пулемёта он уничтожил 15 солдат противника и подавил один пулемёт.

24 июля огнём пулемёта уничтожил 10 солдат противника, а при подходе противника к опорному пункту, он смело бросился вперёд и огнём личного оружия уничтожил 4-х солдат противника, 8 солдат взял в плен.

При занятии артиллерийского склада на окраине Люблина Маслов уничтожил 9 солдат противника, 10 взял в плен.

В боях за город Красник в 49 км юго-западнее Люблина 27 июля огнём своего пулемёта уничтожил 12 солдат противника и подавил 2 пулемётных точки.

Приказом по 1-му Белорусскому фронту от 21 сентября 1944 года он был награждён орденом Славы 2-й степни.
В боях за город Лодзь 18 января 1945 года гвардии старшина Маслов огнём пулемёта ДШК уничтожил 15 солдат и офицеров противника, подбил 2 автомашины и подавил 2 пулемёта.

В боях за город Калиш 25 января 1945 года уничтожил 10 солдат противника, подбил бронетранспортёр и уничтожил 3 пулемёта противника.

Приказом по 7-у гвардейскому кавалерийскому корпусу от 31 марта 1945 года он был награждён орденом Отечественной войны 2-й степени.
29 января 1945 года в составе 3-го эскадрона 56 гвардейского кавалерийского полка гвардии старшина Маслов форсировал реку Одер. Противник предпринял несколько контратак, пытаясь сбросить кавалерийские подразделения в реку. Маслов выдвинулся в боевые порябки эскадрони и пулемётным огнём отбил все эти контратаки, уничтожив до 50 солдат и офицеров противника и подавив 4 пулемёта.

30 января 1945 года противник предпринял новые атаки на подразделение. Маслов сам лёг за пулемёт и стал расстреливать солдат противника, уничтожив 30 солдат и отбив 2 контратаки. Когда закончились боеприпасы, продолжал вести бой из личного оружия и отошёл лишь по приказу командира.
Был представлен к награждению орденом Красного Знамени. Указом Президиума Верховного Совета СССР от 31 мая 1945 года он был награждён орденом Славы 1-й степени.
Гвардии старшина Маслов был демобилизован в 1945 году. Жил в городе Гурьевск. Работал на автотранспортном предприятии. Затем жил в посёлке железнодорожной станции «Гранит» Тогучинского района Новосибирской области.
Скончался Михаил Васильевич Маслов 18 сентября 1980 года.

## Память
- Похоронен в селе Заречное.
- Его имя увековечено на Аллее Героев у Монумента Славы в Новосибирске.[2]
- Его портрет запечатлен на мемориале Героям Советского Союза в городе Тогучине.
- Его портрет запечатлен на мемориале на Алее Героев в городе Гурьевск.